# إدوين ثيلي
إدوين ثيلي (10 سبتمبر 1895 – 15 أبريل 1986) مبشر سبتي أمريكي في الصين، ومحرر وعالم آثار وكاتب وأستاذ في العهد القديم. يشتهر بدراساته الزمنية لممالك يهوذا وإسرائيل. 

## سيرته
تربى ثيلي في شيكاغو، وتخرج من كلية إيمانويل التبشيرية (التي أصبحت جامعة أندروز عام 1960) في عام 1918 بدرجة البكالوريوس في اللغات القديمة. وبعد عامين عمل كمبشر للسبتيين، غادر في عام 1920 إلى الصين. خلال عمله الذي استمر 12 عامًا في الصين، كان محررًا في جريدة في شنغهاي. 
بعد عودته إلى الولايات المتحدة، حصل على ماجستير في علم الآثار من جامعة شيكاغو في عام 1937. ثم التحق بكلية الدين بكلية إيمانويل التبشيرية، ثم حصل على درجة الدكتوراه في علم الآثار التوراتي في عام 1943. وكانت أطروحته بعنوان التسلسل الزمني لملوك يهوذا وإسرائيل، لاحقًا نشرت تحت عنوان «الأرقام الغامضة للملوك العبريين»، والتي تعتبر بمثابة عمل مهم في التسلسل الزمني للملوك العبريين.